# Molophilus (Molophilus) remotus
Molophilus (Molophilus) remotus is een tweevleugelige uit de familie steltmuggen (Limoniidae). De soort komt voor in het Australaziatisch gebied.